# Aleksandr Abdoelov

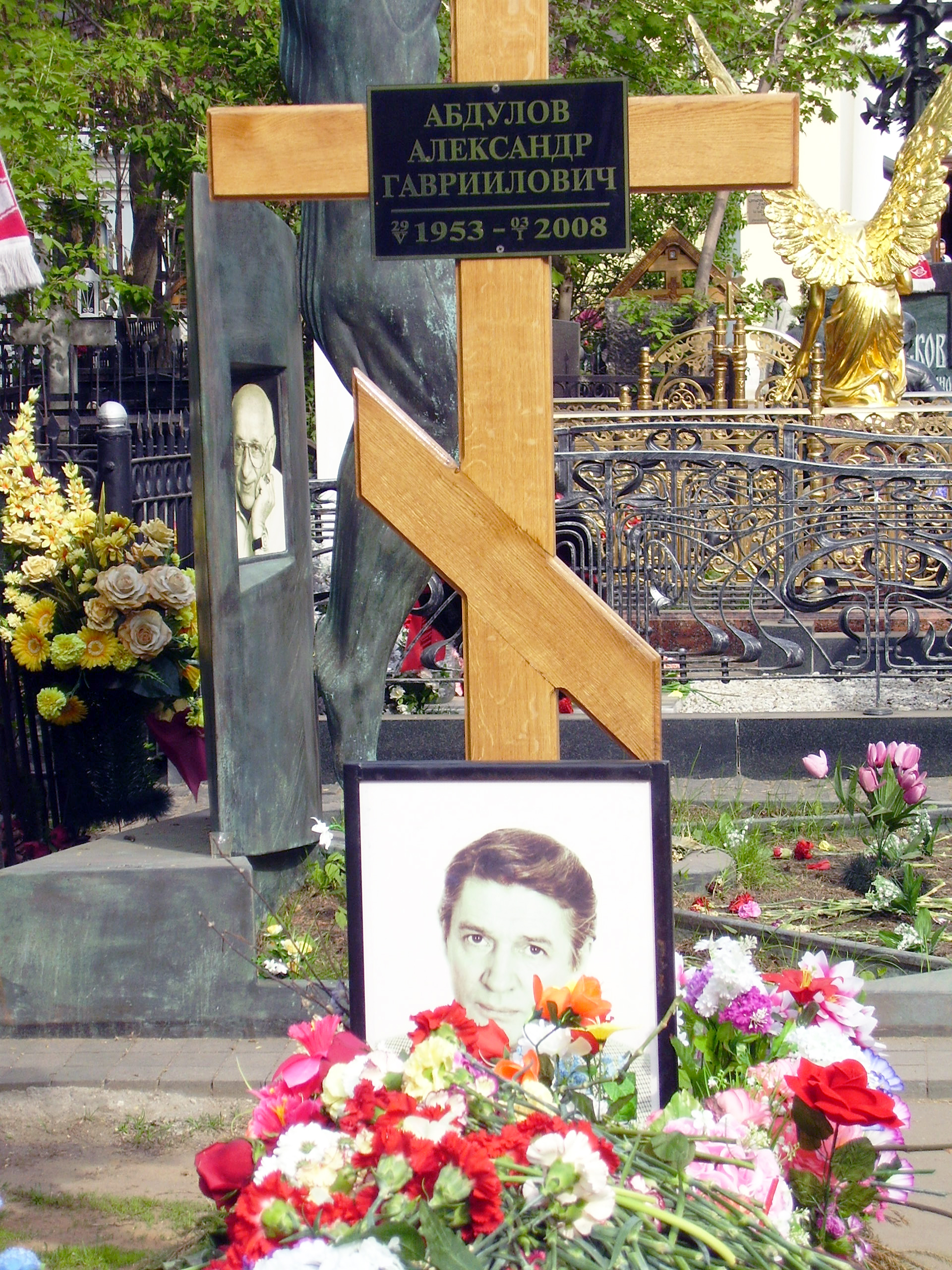
Graf van Aleksandr Abdoelov

Aleksandr Gavrilovitsj Abdoelov (Russisch: Александр Гаврилович Абдулов) (Fergana (huidig Oezbekistan), 29 mei 1953 - Moskou, 3 januari 2008) was een Russisch (film)acteur. 

## Biografie
Abdoelov zat op school van 1960 tot 1970 en wilde graag sportman worden. Zijn vader praatte hem dat uit zijn hoofd en wilde dat zijn zoon acteur zou worden.
Door de wens van zijn vader volgde Abdulov daarom een toneelopleiding. In 1974 speelde hij zijn eerste grote rol in de film 'Pro Vitjoe, pro Masjoe i morskoejoe pechotoe'.
In de jaren 80 groeide hij uit tot een sekssymbool door zijn rol in verscheidene films, waarvan een van de bekendste 'Zjensjtsjina v belom' is. De film is geïnspireerd op de roman 'Woman in White' uit 1859 van de Britse auteur Wilkie Collins.
In de jaren 90 verruilde Abdulov de filmwereld voor het theater. Hoewel hij nog steeds in films bleef spelen, stond hij veelal in het Lenkom-theater in Moskou.
In 2007 kreeg hij weer bekendheid buiten het theater door mee te spelen in enkele goedbekeken televisieseries, zoals 'Anna Karenina' (naar het boek van Tolstoj) en 'Leningrad'.
Abdoelov stond altijd op slechte voet met journalisten. Hij hekelde de roddelpers. In een interview op de Russische televisie verklaarde hij dat hij een schietvergunning had en dat hij niet zou aarzelen te schieten op roddeljournalisten als ze zich bij zijn huis zouden ophouden.
Hij was lange tijd getrouwd met de actrice Irina Alfjorova, met wie hij een dochtertje had. 
In september 2007 werd bij Abdoelov in een Israëlisch ziekenhuis agressieve longkanker geconstateerd. Sindsdien ging zijn gezondheid snel bergafwaarts. Hij verscheen in december 2007 nog een laatste keer in het openbaar, toen hij op het Kremlin uit handen van president Poetin een 'Orde van Nationale Verdienste' ontving. Deze prijs kreeg Abdoelov voor zijn gehele loopbaan in films, theaters en op tv. 
Op 3 januari 2008 stierf Abdoelov aan longkanker in zijn huis in Moskou. Hij werd 54 jaar. 

## Filmografie
- 1973: Pro Vitjoe, pro Masjoe i morskoejoe pechotoe
- 1974: Moskva, ljoebov moja
- 1976: Dvenadtsat stoeljev
- 1977: Obyknovennoje tsjoedo
- 1979: Mesto vstretsji izmenit nelzja (TV-Miniserie)
- 1979: Tot samy Münchhausen
- 1982: Isjtsjite zjensjtsjinoe
- 1982: Tsjarodei
- 1983: Joenona i Avos
- 1984: Formoela ljoebvi
- 1985: Samaja obajatelnaja i privlekatelnaja
- 1987: Gardemariny, vperjod!
- 1988: Oebit drakona
- 1989: Tsjornaja roza - emblema petsjali, krasnaja roza - emblema ljoebvi
- 1993: Pominalnaja molitva
- 1994: Kofe c limonom
- 2005: Master i Margarita (TV-Miniserie)
- 2006: Park Sovjetskogo Perioda
- 2006: The Funeral Party
- 2007: Anna Karenina (TV-Miniserie)
- 2007: Artistka
- 2007: Leningrad
- 2008: Mika i Alfred

- Biblioteca Nacional de España: XX5159571
- Gemeinsame Normdatei: 131358189
- International Standard Name Identifier: 0000 0001 0982 8814
- Library of Congress Control Number: no98108133
- Nationale Bibliotheek van Letland: 000301180
- MusicBrainz: 9af76f3d-30bc-4e12-a53c-2571c77bfc21
- Nationale bibliotheek van Australië: 43217507
- Nationale Bibliotheek van Israël: 987007443694705171
- Trove: 1458935
- Virtual International Authority File: 67597227
- WorldCat: E39PBJgxrvVhmRBxHrBgH9F3Qq